# MCM複合体
MCM複合体（minichromosome maintenance protein complex、ミニ染色体維持複合体）は、ゲノムDNAの複製に必要不可欠なDNAヘリカーゼである。真核生物のMCMはMcm2からMcm7までの6つのサブユニットから構成され、ヘテロ六量体を形成する。MCMは細胞分裂に重要なタンパク質であり、さまざまなチェックポイント経路の標的となっている。MCMヘリカーゼのローディングと活性化は厳密に調節されており、細胞の成長サイクルと共役している。MCMの機能の調節不全は、ゲノム不安定性やさまざまながんと関連している。

## 歴史と構造

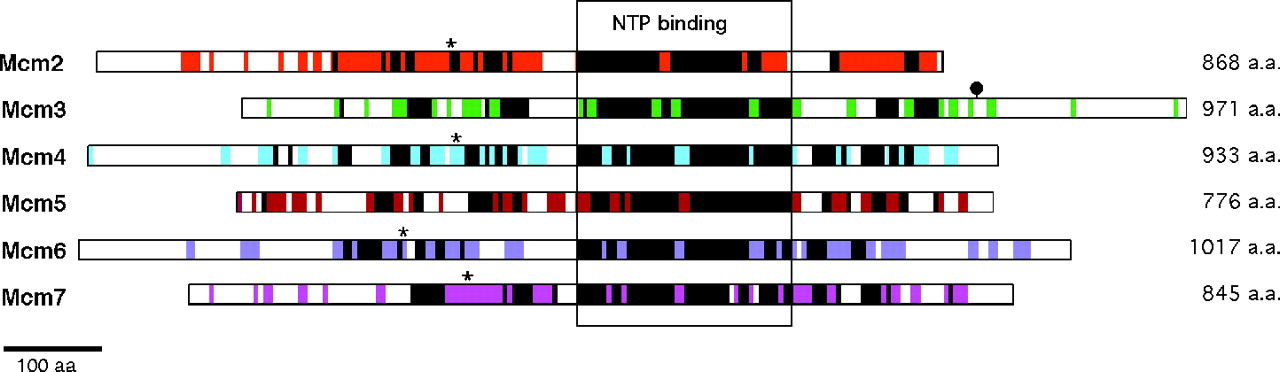
Mcm2-7タンパク質ファミリーのメンバーの相同性。6つのメンバー間の相同性領域が黒で、各メンバーの種間での保存領域が色で示されている。

MCM（minichromosome maintenance）タンパク質は、酵母におけるDNA複製開始の調節に欠陥を有する変異体の遺伝学的スクリーニングから命名された。転写調節因子がプロモーター特異性を示すのと同様の方法で複製起点が調節されているのならば、複製調節因子も複製起点に対する特異性を示すはずであるという考えに基づいて、このスクリーニングは行われた。真核生物の染色体は複数の複製起点を持つのに対し、プラスミドの複製起点は1つしか存在しないため、こうした調節因子のわずかな欠陥はプラスミドの複製に劇的な影響を与える一方で、染色体の複製にはほとんど影響しないと考えられる。このスクリーニングからは、条件的にプラスミドを喪失する変異体が得られた。2段階目のスクリーニングでは、これらの条件突然変異体に対して、異なる複製起点配列を持つプラスミドコレクションを用いてプラスミド維持能力によって選別が行われた。その結果2種類のmcm変異体が同定され、1つは全てのミニ染色体の安定性に影響が生じるもので、もう1つは一部のミニ染色体の安定性にだけ影響が生じるものであった。前者のmcm16、mcm20、mcm21などは染色体分離に欠陥を有していた。一方、後者に分類されるmcm1、mcm2、mcm3、mcm5、mcm10は複製起点特異的な変異体であった。その後、酵母や他の真核生物において、このスクリーニングから同定されたMcm2p、Mcm3p、Mcm5pとの相同性に基づいてMcm4、Mcm6、Mcm7が同定され、メンバーは6つにまで拡大したMCMファミリーはMcm2-7ファミリーとして知られるようになった。古細菌のMCMは1種類のタンパク質がホモ六量体を形成しており、進化の過程で遺伝子重複と多様化が生じたことが示されている。
Mcm1とMcm10はDNA複製に直接的または間接的に関与しているが、Mcm2-7ファミリーとの配列相同性は存在しない。

## DNA複製の開始と伸長における機能
MCM2-7はDNA複製の開始と伸長の双方に必要であり、各段階での調節は真核生物のDNA複製の中心的な特徴となっている。G1期には、2つのMcm2-7リングはhead-to-head型で結合し、複製起点における二方向への複製開始複合体の組み立ての足場として機能する。S期には、Mcm2-7複合体はCdc45-MCM-GINSヘリカーゼの触媒コアを形成し、レプリソームによるDNA巻き戻しの動力となる。

### G1期: 複製前複合体の組み立て
複製起点の選択は、複製起点認識複合体（ORC）によって行われる。ORCは6つのサブユニット（Orc1-6）からなる複合体である。G1期にはCdc6がORCによってリクルートされ、head-to-head型で結合した2つのMcm2-7六量体をロードするための起点となり、複製前複合体（pre-RC）が形成される。Mcm2-7二重六量体のリクルートには1つもしくは2つのORCが関与している。可溶型のMcm2-7六量体は、クロマチンにロードされる前はCdt1によって安定化された、柔軟な左巻きの開いたリング構造を形成しており、1つずつロードされる。最初のCdt1-Mcm2-7七量体がロードされた後に形成されるORC-Cdc6-Cdt1-MCM（OCCM）中間体構造からは、複製起点のDNA周囲のORC-Cdc6リング構造の表面に、Mcm2-7複合体のCTE（C-terminal extensions）のウィングドヘリックスドメインがしっかりと固定されていることが示されている。2つのMcm2-7複合体のhead-to-head型での融合はCdt1が除去されることで促進され、2つのMCM六量体のN末端ドメインがリング間の相互作用を行っていると考えられている。Mcm2-7のDNAへのローディングはOrc1-6とCdc6によるATPの加水分解を必要とする能動的過程である。この過程はライセンス化（licensing）と呼ばれており、各細胞周期のDNA複製開始の必要条件である。

### G1/S期: 開始
G1期の終盤からS期の序盤にかけて、pre-RCはサイクリン依存性キナーゼ（CDK）とDbf4依存性キナーゼ（DDK）によって活性化される。この過程は、他の複製因子（Cdc45、MCM10、GINS、DNAポリメラーゼなど）のローディングと、複製起点のDNAの巻き戻しを促進する。pre-RCの形成が完了すると、Orc1-6とCdc6は複製起点へのMCM2-7の保持には不要となり、その後のDNA複製の過程にも不要となる。

### S期: 伸長
S期への移行に伴ってCDKとDDKの活性は複製フォークの組み立てを促進するが、その一部はMCM2-7によるDNAの巻き戻しの活性化によるものである。DNAポリメラーゼのローディングの後、二方向的なDNA複製が開始される。
S期の間、さらなるpre-RCの形成を防ぐためにCdc6とCdt1は分解または不活性化され、二方向的なDNA複製が継続される。複製フォークがDNA損傷に遭遇した場合には、DNA修復の間、S期チェックポイント応答は複製フォークの進行を遅くするか止めるかし、複製フォークへのMCM2-7の結合が安定化される。

## 複製ライセンス化における役割
複製ライセンス化は、ゲノムの一部が各細胞周期に複数回複製されることがないよう保証するシステムである。
S期の間にMCMの6つのサブユニットのうち少なくとも5つのいずれかが不活性化されると、進行中の伸長反応は迅速に遮断される。S期へ移行後のpre-RCへのMCM2-7複合体のさらなるローディングは冗長的なシステムで不活性化されており、DNA複製を1回しか行わないための重要な機構となっている。
MCM2-7の活性は伸長時にも調節される。DNA損傷、通常みられないようなDNA配列、デオキシリボヌクレオチド前駆体の不足などによって複製フォークの完全性の喪失が促進され、DNA二本鎖切断の形成や染色体組換えが引き起こされる場合がある。通常、こうした複製の問題はS期チェックポイントの活性化をもたらし、問題が解消されるまでの間、さらなる伸長反応の遮断や、複製フォークでのタンパク質-DNA相互作用の物理的な安定化によってゲノム損傷は最小化される。この複製フォークの安定化には、MCM2-7とMrc1、Tof1、Csm3（M/T/C複合体）との物理的な相互作用が必要である。これらのタンパク質が存在しない場合、二本鎖DNAの巻き戻しとレプリソームの移動はMCM2-7によって駆動され続けるが、DNA合成は停止する。この停止は、少なくともその一部は、DNAポリメラーゼεが複製フォークから解離することによるものである。

## 生化学的構造
MCMの各サブユニットはN末端とC末端の2つの大きなドメインから構成される。N末端ドメインは3つの小さなサブドメインから構成され、主に複合体の構造的な組織化に利用されているようである。N末端ドメインは保存された長いループによって、隣接するサブユニットのC末端のAAA＋ヘリカーゼドメインを調整する。この保存されたループはアロステリック制御ループ（allosteric control loop）と呼ばれており、ATPの加水分解に応答したドメイン間のコミュニケーションを促進し、ドメイン間の相互作用を調節する役割を果たす。また、N末端ドメインはMCMの3′→5′の方向性を確立することがin vitroで示されている。

## DNA巻き戻しのモデル
六量体ヘリカーゼによるDNA巻き戻しの物理的機構に関しては、in vivoとin vitroでのデータをもとに2つのモデルが提唱されている。立体排除（steric exclusion）モデルでは、ヘリカーゼはDNAの一方の鎖に沿って移動し、相補鎖を物理的に移動させるとされる。ポンプ（pump）モデルでは、六量体ヘリカーゼのペアが、二本鎖DNAをねじって引き離すか、複合体内のチャネルから押し出すかして、二本鎖DNAをほどくとされる。

### 立体排除モデル
立体排除モデルでは、ヘリカーゼは二本鎖DNAを取り囲み、複製起点において二本鎖DNAを局所的に融解した後、強固なタンパク質性の「くさび」（ヘリカーゼ自身の一部または別の関連タンパク質）を引きずりながら複製起点から離れてゆくことで、DNA鎖を分離するとされる。

### ポンプモデル
ポンプモデルでは、複数のヘリカーゼが複製起点にロードされ、互いに離れるように移動し、そして何らかの方法で最終的に定位置に固定されると仮定している。その後、ヘリカーゼは二本鎖DNAを互いに反対方向へと回転させ、その結果、その間の領域の二重らせんが巻き戻される。このポンプモデルは、複製開始直前にMcm2-7複合体がまだ複製起点に固定されている間の、複製起点のDNAの融解に限定して提案されている。

## がんにおける役割
さまざまなMCMタンパク質が細胞増殖を促進することがin vitroとin vivoで、特に特定のタイプのがん細胞株で示されている。MCMとがん細胞の増殖との関係は、その大部分がDNA複製の亢進によるものである。MCM2とMCM7の細胞増殖における役割はさまざまな細胞やヒト試料でも示されている。
MCM2は、増殖中の前がん状態の肺細胞で高頻度で発現していることが示されている。MCM2の発現は、非異形成扁平上皮、悪性線維性組織球腫、子宮内膜がんで高い増殖能と関係しており、乳がん試料では高い分裂指数と関係している。
同様に、MCM7の発現と細胞増殖との関連が多くの研究で示されている。MCM7の発現は、絨毛がん、肺がん、乳頭状尿路上皮性腫瘍、食道がん、子宮体がんにおいてKi67の発現との有意な相関がみられる。MCM7の発現は、前立腺上皮内腫瘍・がんでは高い増殖指数と関係している。